# Xuanzang

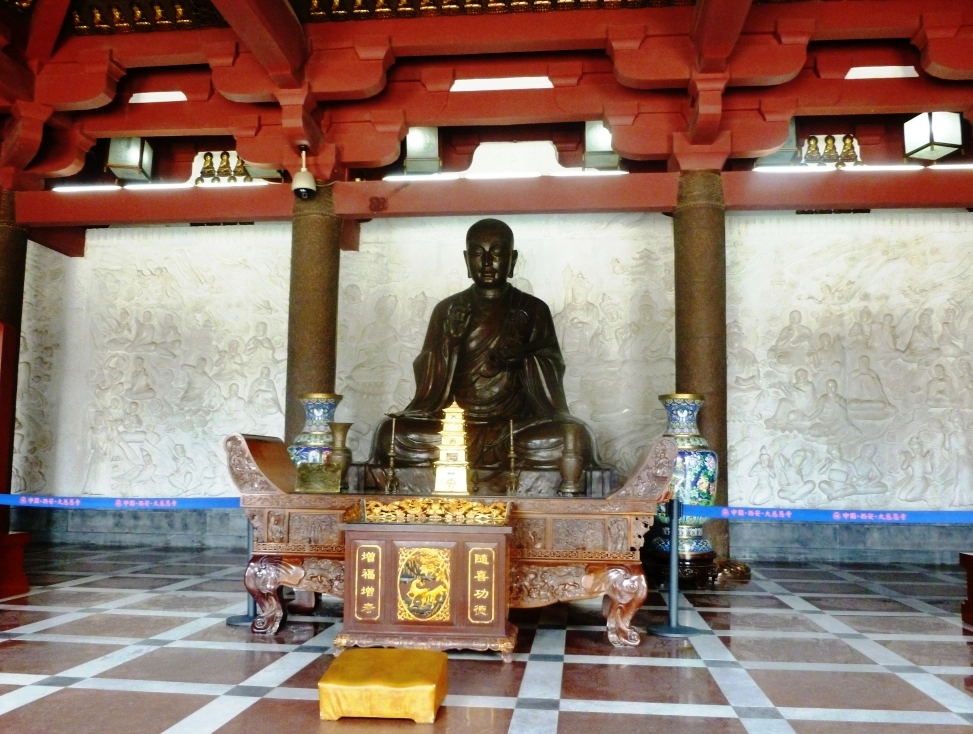
Statuia lui Xuanzang din Pagoda Marii Gâște Sălbatice din Xi'an.

Xuanzang (n. 6 aprilie 602 d.Hr., Yanshi District⁠(d), Dinastia Sui – d. 7 martie 664 d.Hr., Tongchuan⁠(d), Dinastia Tang), cunoscut și sub numele de Maestrul Tripitaka al Marii dinastii Tang este unul dintre cei mai venerați călugări budiști din istoria Chinei. Pelerinajul său în India , pentru a studia budismul și a aduce înapoi în China scripturile canonice , a fost portretizat în foarte popularul roman Călătorie spre Vest.

## Viață
Xuanzang s-a născut în anul 602 d.Hr într-un mic sat din apropierea orașului Luoyang. El a fost interesat de budism încă de când era foarte tânăr și i s-a permis să devină călugăr de la vârsta de 13 ani, acest lucru fiind o excepție. A rămas cinci ani la Templul Jingtsu din Luoyang, apoi în anul 618 a plecat la Chang'an, capitala dinastiei Tang, iar apoi la Chengdu. În anul 622, la vârsta de douăzeci de ani a primit oficial ritualul de hirotonire, iar apoi s-a întors la Chang'an unde a studiat limba sanscrită și mai multe texte budiste. În timp ce învața a constatat că există diverse grupări budiste, care se contrazic una cu cealaltă și, de asemenea, contradicții în scripturile traduse. Pentru a găsi adevărata esență a budismului, Xuanzang a decis să meargă personal în Tianzhu (nume chinezesc pentru India antică) să găsească scripturile canonice originale (Sūtrele) și să caute îndrumare.

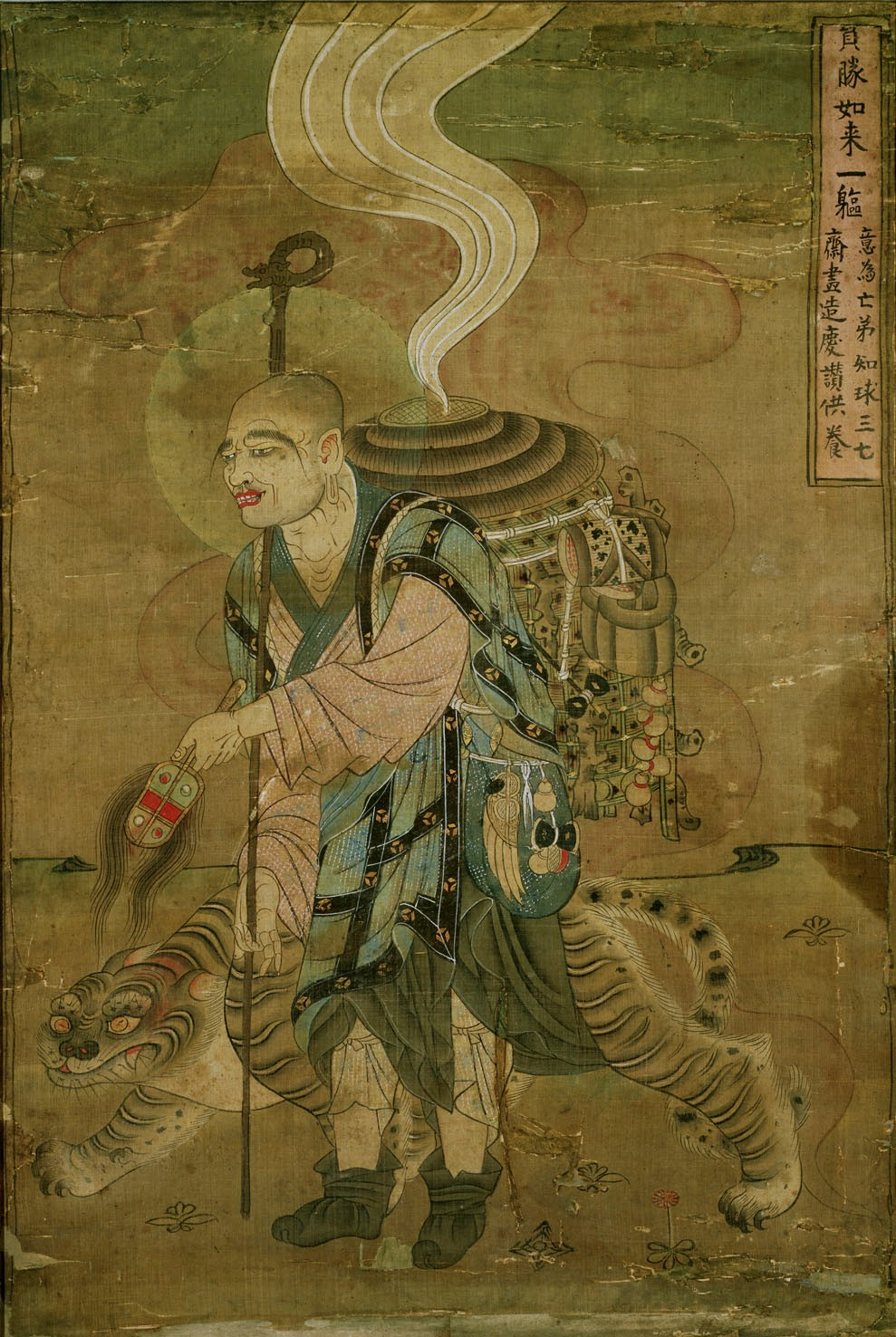
Xunazang în călătoriile sale, pictură din Grotele Mogao.

În anul 629, Xuanzang a plecat din Chang'an și s-a îndreptat singur către pământul sfânt din India. Pe drum, a dat peste numeroase dificultăți și pericole și i-a luat 4 ani de eforturi grele și de perseverență uimitoare să treacă de munții Hami, Turfan, Kharashahr, Kucha, Aksu, Țian Shan către Kyrgyzstan, Shar-i Sabz (Kesh), Tashkent, Munții Pamir din Samarkand (Uzbekistan în zilele noastre) către Uzbekistan, Bactria în Afganistan, munții Hindu Kush și Jalalabad din Pakistan, prin 16 țări, apoi a mers pe drumul mătăsii și a ajuns în cele din urmă în Țara Sfântă Budistă, în partea de nord-est a Indiei antice, majoritatea timpului de unul singur, pe jos sau călare. De-abia a scăpat să nu fie ucis de tâlhari, aproape a fost ars de viu de pirați și a supraviețuit unei furtuni de nisip în deșert și pericolelor din acei munți înalți acoperiți cu zăpadă, unde mulți dintre cei care l-au urmat de-a lungul călătoriei sale au murit.
Acesta a studiat cu sârguință pentru a înțelege limba sanscrită, limba originală utilizată pentru a înregistra învățăturile lui Buddha, iar apoi a petrecut câțiva ani luând lecții despre budism în Nalanda, cea mai faimoasă mănăstire. Aici, a fost instruit de către starețul Śīlabhadra în doctrina școlii Yogacara, pe care o va introduce și în China. Mai târziu, a vizitat alți maeștri bine-cunoscuți și stupe (n.t. monument religios indian destinat comemorării sau păstrării relicvelor unei căpetenii budiste) și și-a îmbunătățit în continuare înțelegerea asupra budismului. A devenit unul dintre foarte puținii care au obținut titlul de Tripitaka, care stăpânea învățături din scripturile Budiste deprinse de la mii de călugări, iar cunoștințele și înțelegerile sale i-au adus din ce în ce mai multă faimă în India.
Odată, un adept al hinduismului a scris 40 de scripturi și le-a atârnat pe poarta unui templu budist, anunțând că el este atât de convins că, dacă cineva ar putea respinge una dintre cele 40 de scripturi, este dispus să-și taie capul. Au trecut câteva zile și nimeni nu a fost capabil să-l conteste. Regele i-a cerut lui Xuanzang să fie reprezentantul călugărilor și să facă o dezbatere cu adeptul hinduismului. Xuanzang a infirmat atunci fiecare din cele 40 de scripturi cu argumente convingătoare. Adeptul hinduismului nu a avut de ales decât să accepte înfrângerea și a solicitat să fie executat așa cum a promis. Xuanzang i-a spus că este interzis călugărilor să ucidă ființe vii și, în schimb, l-a luat ca însoțitor. Mai târziu l-a lăsat să plece liber.
În anul 642 regele Harsha al Indiei de Nord a fost foarte impresionat de acesta și l-a rugat pe Xuanzang să țină prelegeri și dezbateri în public. Au participat regi din optsprezece regate vasale și între șase și șapte mii de călugării din toate grupările din budism sau din alte religii. Prelegerea a câștigat aprecieri unanime din partea audienței. În timpul prelegerii, urmând practica normală a Indiei antice, Xuanzang a atârnat pe ușă lucrările sale în ce privește doctrina budismului, pentru a solicita provocări. Acest eveniment a durat timp de 18 de zile și nimeni nu a fost capabil să conteste teoriile sale. Xuanzang a câștigat respectul atât al călugărilor din budismul Theravada (Micul Vehicul) cât și al celor din budismul Mahayana (Marele Vehicul). A devenit cunoscut peste tot în India, drept călugărul dinastiei Tang și a fost respectat ca un sfânt de către poporul antic indian.
În anul 643, Xuanzang a plecat acasă cu 657 de cărți din budism și cu multe statui ale lui Buddha. A sosit în Chang'an în anul 645, fiind primit la Curte de împăratul Taizong al dinastiei Tang, care l-a rugat să scrie despre călătoria sa către vest. Celebra carte "Marile Arhive Tang ale Regiunilor din Vest" (sau "Călătorie spre Vest în timpul dinastiei Tang") a înregistrat experiențele lui Xuanzang timp de 17 ani, în peste 130 de regate. Aceasta este o înregistrare prețioasă din punct de vedere istoric, geografic și arheologic pentru studierea Indiei antice, Nepalului, Pakistanului, Bangladeshului și zonelor din Asia Centrală. Fluiditatea lejeră și cuvintele elegante duc cititorii în scenele reale. A fost publicată în mai multe limbi diferite, inclusiv limbile engleză, franceză, japoneză și altele.
La Chang'an, Xuanzang s-a stabilit la Templul Daci'en, iar apoi s-a axat pe traducerea cărților budiste aduse din călătorie. Majoritatea acelor cărți au dispărut mai târziu din India, iar versiunile traduse în China au devenit cele mai importante documente pentru a studia literatura antică indiană și realizările științifice. Printre cele mai celebre traduceri ale sale se numără Mahaprajnaparamita Sutra și diferite tratate ale unor maeștri ai școlii Yogacara (în chineză Faxiang). De asemenea, Xuanzang a activat o perioadă și la Templul Calului Alb din Luoyang, unde a fost numit stareț și a tradus câteva sutre. De-a lungul vieții sale a avut mulți discipoli, unii veniți chiar din Coreea și Japonia pentru a-i asculta predicile.
În anul 664, Xuanzang a murit în Chang'an. La înmormântarea lui au participat peste un milion de oameni și treizeci de mii de oameni au rămas în mod voluntar peste noapte lângă mormântul său pentru a-și arăta respectul. Cenușa sa se află în pagoda Templului Xingjiao din Chang'an.